# Wraith (Brian DeWolff)
Wraith (Fantasma) es un personaje ficticio que aparece en los cómics estadounidenses publicados por Marvel Comics.

## Historial de publicaciones
Wraith apareció por primera vez en Marvel Team-Up # 48 y fue creado por Bill Mantlo y Sal Buscema.

## Biografía ficticia
Brian DeWolff era un ex patrullero del Departamento de Policía de Nueva York que fue baleado por criminales y rescatado por su padre, el ex comisionado Phillip DeWolff. Decidido a ver sobrevivir a su hijo, que se volvió catatónico, Phillip recurrió al uso de tecnologías experimentales para restaurar la salud de Brian. Durante el proceso de restauración, tanto Brian como Phillip fueron expuestos accidentalmente al rayo de la maquinaria; Este proceso le dio a Brian habilidades psiónicas, incluida la capacidad de leer mentes, inducir ilusiones en las mentes de otros, proyectar rayos de fuerza psiónica y controlar la mente de otra persona (pero solo puede controlar una mente a la vez), pero también la mente. lo vinculó con su padre y lo dejó susceptible a su dominación mental. Bajo el control psiónico de Phillip, Brian (como Wraith) operaba como un justiciero, matando a varios criminales y civiles inocentes por decreto de su padre loco. Luchó contra Spider-Man, Iron Man, Doctor Strange y su hermana Jean DeWolff hasta que fue derrotado por Spider-Man y Iron Man.
Durante su juicio, Brian cayó bajo la posesión mental de Phillip una vez más, pero Phillip fue derrotado por Doctor Strange e Iron Man. Strange revivió la propia conciencia del Wraith y se reunió con su hermana, Jean. Una vez dominado y reveladas las verdaderas circunstancias, Brian recuperó su voluntad independiente y fue declarado inocente de los crímenes; su padre fue a la cárcel. Wraith se convirtió en un aventurero disfrazado y se unió a Iron Man, Jean y otros para luchar contra Midas. También ayudó a Spider-Man y Iron Man contra Whiplash y Maggia.
Cuando su hermana Jean fue asesinada por el Comepecados (que también era una policía al igual que Brian), Wraith se volvió loco de dolor y decidió vengarse de todo el Departamento de Policía de Nueva York. Cuando llegó a una comisaría, le disparó el Azote del Inframundo que estaba disfrazado de policía e intentaba asesinar a Flash Thompson. Su forma original fue destruida, pero luego transfirió su mente al cuerpo de otro. Lideró el Vampire's Lair Club contra la policía, pero fue asesinado nuevamente por Morbius, el Vampiro Viviente.
Wraith estuvo más tarde entre los diecisiete criminales asesinados por el Azote que fueron resucitados por Capucha usando el poder de Dormammu como parte de un escuadrón reunido para eliminar al Punisher. Mientras Wraith estaba explorando la ciudad, Punisher le disparó en el pecho con una flecha.

## Poderes y habilidades
Wraith posee una variedad de poderes psiónicos como efecto de la energía de tecnología avanzada obtenida por Phillip DeWolff. El Wraith tenía la capacidad psiónica de controlar la mente de otra persona a la vez. Tenía la capacidad de proyectar ilusiones indiscernibles de la realidad en las mentes de una o más personas simultáneamente, haciendo que la realidad pareciera cambiar o haciéndose invisible a sí mismo. También tenía la capacidad psiónica de inducir dolor mental en otros equivalente al dolor físico que sería causado por lo que estaban percibiendo sin causar daño físico a su víctima, la capacidad telepática de leer mentes y la capacidad psiónica de afectar la mente de Spider-Man. de tal manera que se proteja de la detección por el "sentido de araña" de este último. También portaba una pistola de humo de origen desconocido.